# العلاقات الصومالية الكمبودية
العلاقات الصومالية الكمبودية هي العلاقات الثنائية التي تجمع بين الصومال وكمبوديا.

## مقارنة بين البلدين
هذه مقارنة عامة ومرجعية للدولتين:
| وجه المقارنة                                              | الصومال                        | كمبوديا                   |
| --------------------------------------------------------- | ------------------------------ | ------------------------- |
| المساحة (كم2)                                             | 637.66 ألف                     | 181.03 ألف                |
| عدد السكان (نسمة)                                         | 14.74 مليون                    | 16.01 مليون               |
| الكثافة السكانية (ن./كم²)                                 | 23.12                          | 88.44                     |
| العاصمة                                                   | مقديشو                         | بنوم بنه                  |
| اللغة الرسمية                                             | اللغة الصومالية، اللغة العربية | اللغة الخميرية            |
| العملة                                                    | شلن صومالي                     | ريال كمبودي، دولار أمريكي |
| الناتج المحلي الإجمالي (بليون دولار)                      | 7.37 مليار                     | 22.16 مليار               |
| الناتج المحلي الإجمالي (تعادل القوة الشرائية) بليون دولار |                                | 54.37 مليار               |
| الناتج المحلي الإجمالي الاسمي للفرد دولار أمريكي          | 549                            | 1.16 ألف                  |
| الناتج المحلي الإجمالي للفرد دولار أمريكي                 |                                | 3.26 ألف                  |
| مؤشر التنمية البشرية                                      |                                | 0.555                     |
| رمز المكالمات الدولي                                      | +252                           | +855                      |
| رمز الإنترنت                                              | .so                            | .kh                       |
| المنطقة الزمنية                                           | ت ع م+03:00                    | ت ع م+07:00               |

## منظمات دولية مشتركة
يشترك البلدان في عضوية مجموعة من المنظمات الدولية، منها:
| علم المنظمة | اسم المنظمة                               | تاريخ انضمام الصومال | تاريخ انضمام كمبوديا |
| ----------- | ----------------------------------------- | -------------------- | -------------------- |
|             | مؤسسة التنمية الدولية                     | 31 أغسطس 1962        | 22 يوليو 1970        |
|             | يونسكو                                    | 15 نوفمبر 1960       | 3 يوليو 1951         |
|             | الأمم المتحدة                             | 20 سبتمبر 1960       | 14 ديسمبر 1955       |
|             | الفريق المعني برصد الأرض                  | ?                    | ?                    |
|             | الاتحاد البريدي العالمي                   | ?                    | ?                    |
|             | البنك الدولي للإنشاء والتعمير             | 31 أغسطس 1962        | 22 يوليو 1970        |
|             | الاتحاد الدولي للاتصالات                  | 28 سبتمبر 1962       | 10 أبريل 1952        |
|             | منظمة حظر الأسلحة الكيميائية              | ?                    | ?                    |
|             | مؤسسة التمويل الدولية                     | 31 أغسطس 1962        | 26 مارس 1997         |
|             | المركز الدولي لتسوية المنازعات الاستشارية | 30 مارس 1968         | 19 يناير 2005        |
|             | منظمة الشرطة الجنائية الدولية             | ?                    | ?                    |

## وصلات خارجية
- موقع وزارة الخارجية الصومالية
- موقع وزارة الخارجية الكمبودية